# Savogno
Savogno is een plaats (frazione) in de Italiaanse gemeente Piuro.